# توماس فرازر
توماس فرازر (بالإنجليزية: Thomas Frazer)‏ هو مهندس معماري أمريكي، ولد في 8 أغسطس 1821، وتوفي في 16 مارس 1904.